# Primærrute 16
Primærrute 16 er en hovedvej på Sjælland og i Jylland. Den går fra København til Hundested og fra Grenaa til Ringkøbing.

## Forløb
Primærrute 16 begynder ved krydset Borups Allé og Hulgårdsvej (Ring 2) i København. Herfra fortsætter den mod nordvest via Frederikssundsvejstunnelen, Hareskovvej og Hillerødmotorvejen frem til frakørslen ved Herredsvejen vest for Hillerød. Herfra fortsætter den via Frederiksværk til Hundested. Herfra sejlede der i perioden 1934 til 1996 færge mellem Hundested og Grenaa. I Jylland fortsætter Primærrute 16 via Grenå, Randers, Viborg, Holstebro og Ulfborg til Ringkøbing.
Rute 16 har på Sjælland en længde ca. 62 km og i Jylland en længde på ca. 196 km. Samlet længde er ca. 258 km.

## Vejens klassificering
På Sjælland og i Jylland er hele Primærrute 16 en statsvej. Hele Primærrute 16 er klassificeret som hovedvej efter færdselsloven.
De offentlige veje inddeles fra 2015 efter vejloven i statsveje og kommuneveje, mens de tidligere blev klassificeret i hovedlandeveje, landeveje og kommuneveje. Betydningen for en vejs klassificering som statsvej eller kommunevej er først og fremmest af administrativ karakter. Statsvejene administreres af Vejdirektoratet, mens kommunevejene administreres af kommunerne. Det er vejmyndighedens ansvar at holde sine offentlige veje i den stand, som trafikkens art og størrelse kræver. Klassifikationen som statsveje og kommuneveje har ikke betydning for Danmarks overordnede rutenummererede vejnet med Europavejsruter, Primærruter eller sekundærruter, der administreres af Vejdirektoratet i samarbejde med kommunerne. Kun veje udlagt som Europavejsruter og Primærruter kan udlægges som hovedveje efter færdselsloven.

## Fremtid
I juli 2010 blev anlægsloven for en motortrafikvej mellem Sønder Borup og Assentoft vedtaget i Folketinget. Anlægsarbejdet forventes at begynde ultimo 2011, og vejen forventes at åbne i 2014. Efter åbningen bliver vejen en del af rute 16.